# Lohachara Island
Lohachara Island (hindi: लोहचार द्वीप; bengali: লোহচার দ্বীপ) var en liten ö i Västbengalen i Indien, som ständigt översvämmades från 1980-talet och framåt. Den var belägen i Huglifloden som en del av Sundarban-deltat i Sundarbans nationalpark.
Det definitiva försvinnandet rapporterades i december 2006, med stor uppmärksamhet I massmedia. Ön utropades som det första definitiva offret för den globala uppvärmningen.
| ” | … i december 2006 blev ön den första bebodda som förlorades till havet på grund av den globala uppvärmningen. | „ |

Inga direkta belägg har dock presenterats för den kopplingen, så det är möjligt att försvinnandet berott på att ön eroderat. I april 2009 rapporteradedessutom lokaltidningarna att Lohachara Island dykt upp ur vattnet igen.

## Bakgrund
Ön är en bland flera “försvinnande öar” i flodens delta. Under de senaste årtiondena har fyra öar – Bedford (eller Suparibhanga), Lohachara, Södra Talpatti-ön och Kabasgadi – varit översvämmade. Av dessa är det bara Lohachara Island som varit bebodd, med ett invånarantal på upp till 6000 personer. Översvämningarna har tvingat tusentals invånare över till fastlandet.
Det finns flera orsaker till att öar i deltan kan försvinna. Förutom en höjning av havsytan och erosion kan även cykloner, miljöförstöring och översvämningar vara förklaringen. Vidare började vatten från Farakka Barrage ledas över till Hoglifloden under torrperioden, från 1974, vilket försvårat översvämningarna under monsunperioderna.
En ytterligare förklaring till förändringarna i Ganges-deltat är att markytan sjunker. Bengalen lutar långsamt över mot öster på grund av neotektoniska rörelser i jordskorpan.
En forskningsstudie som gjordes 1990 sammanfattades: “Det finns inga bevis för att miljöförstöringen i Himalaya eller att växthuseffektens påverkan på havsnivån skulle förvärra översvämningarna i Bangladesh.”
Dock visar satellitfoton visar att havsnivån i området stiger med 3,14 centimeter per år och har gjort det de senaste årtiondena. Det är betydligt mer är genomsnittet i världen – som är 0,2 centimeter.